# Strobel (Adelsgeschlecht)

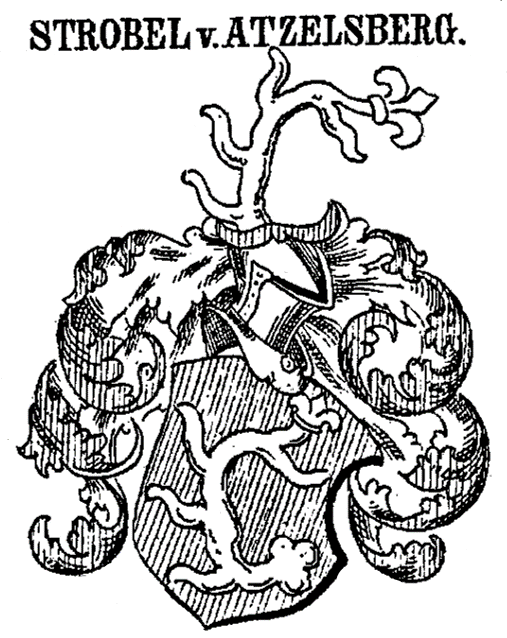
Wappen derer von Strobel (zu Atzelsberg) in Siebmachers Wappenbuch

Die Strobel (auch Ritter von Strobel) waren ein Niederadelsgeschlecht im Erlanger Raum, von denen einige den persönlichen Titel Ritter führten. 

## Geschichte
Die Strobel sind seit 1279 als Dienstleute der Reichsministerialen von Gründlach und ab 1321 auch bei deren Erben den Hohenlohe-Brauneck nachzuweisen. Von diesen wurden sie seit 1327 als Vögte auf Burg Marloffstein eingesetzt. Sie hatten Ansitze in den Nachbarorten Spardorf und Uttenreuth (bis ca. 1420) und wurden mit den Gütern Adlitz und Atzelsberg belehnt.
Neben der Benennung zum Vogt waren Mitglieder der Familie auch in kirchlichen Positionen zu finden. So amtierte ein Hermann Strobel 1358 als Pfarrer in Bruck. Ein anderer Hermann I. Strobel aus Uttenreuth war 1334 bis 1360 Propst im Kloster Neunkirchen am Brand (sein Grabstein ist noch erhalten). Zwei weitere Strobels, Konrad II. und Konrad III., stiegen Ende des 14. Jahrhunderts zu Äbten des Klosters Weißenohe auf.
Die letzte urkundliche Erwähnung fand ein Ritter Siegmund Strobel, der 1470 außer Landes zog und zuvor seine Güter seiner Schwester Katharina Strobelin, Klosterfrau zu Frauenaurach, übergab.
Die Strobels waren mit den Herren von Erlangen verwandt.

## Wappen
Blasonierung: In Rot ein silbernes Hirschhorn, eines der oberen Enden mit einer halben Lilie besteckt. Auf dem Helm mit rot-silbernen Decken das Hirschhorn.